# 路易斯·伊格纳西奥·德拉维加
路易斯·伊格纳西奥·德拉维加（西班牙語：Luis Ignacio de la Vega，1914年6月23日—1974年9月19日），墨西哥男子篮球运动员。他曾代表墨西哥国家队参加1936年夏季奥林匹克运动会篮球比赛，获得一枚铜牌。